# مجلة طبية عامة
مجلة طبية عامة هي مجلةٌ أكاديمية مكرسةٌ للطب عمومًا، بدلًا من اعتماد مجالٍ طبيٍ محدد.

## التاريخ
كانت أول مجلة طبية عامة باللغة الإنجليزية هي "Medicina Curiosa"، والتي أنشئت عام 1684، ولكنها توقفت عن النشر بعد إصدارين فقط. ومن بين أقدم المجلات الطبية العامة التي لا تزال تنشر حتى اليوم هي "ذا لانسيت"، والتي أنشئت عام 1823، و"نيو إنغلاند جورنال أوف ميديسين"، والتي أنشئت في عام 1812. في عام 1999، أطلقت مدسكيب مجلة "مدسكيب للطب العام"، والتي أصبحت أول مجلة طبية عامة على الإنترنت فقط.